# Wine (évêque)
Pour les articles homonymes, voir Wine (homonymie).
Wine ou Wini est un évêque anglo-saxon de la deuxième moitié du VIIe siècle. Son parcours épiscopal est principalement connu grâce à l'Histoire ecclésiastique du peuple anglais de Bède le Vénérable.

## Biographie
Vers 660, Wine devient évêque des Saxons de l'Ouest, avec son siège à Winchester. Le précédent évêque, Agilbert de Dorchester, voit ainsi son diocèse divisé en deux. Pour le roi saxon Cenwalh, c'est un moyen de réduire la puissance d'Agilbert, avec qui il s'est brouillé. L'épidémie de peste qui frappe l'Angleterre en 663-664 tue de nombreux religieux, et pendant un certain temps, Wine reste le seul évêque régulièrement ordonné de l'île. Ainsi, lorsque Chad doit être sacré évêque des Northumbriens, c'est Wine qui s'en charge avec deux évêques bretons, bien que cette procédure ne soit pas conforme au droit canon.
Wine est chassé du Wessex par Cenwalh entre 663 et 666. Il se réfugie auprès du roi Wulfhere de Mercie, qui lui vend l'évêché des Saxons de l'Est, avec son siège à Londres. Cet acte de simonie lui vaut la fureur de Bède, et il n'est pas certain qu'il ait été reconnu par les autorités ecclésiastiques, car l'on ne connaît aucune trace du passage de Wine à la tête de l'évêché de Londres.
Wine meurt à une date inconnue vers le début des années 670. Son successeur à Londres, Erkenwald, est nommé vers 675.